# Нарин-Кунта
Нари́н-Кунта́ — деревня в Ольхонском районе Иркутской области. Входит в состав Еланцынского муниципального образования.

## География
Находится в 9 км к юго-западу от районного центра — села Еланцы.

## Население
| 2002 | 2010 | 2011 | 2012 |
| ---- | ---- | ---- | ---- |
| 108  | ↘90  | →90  | →90  |

По данным Всероссийской переписи, в 2010 году в деревне проживало 90 человек (51 мужчина и 39 женщин).